# Riccardo Stracciari
Riccardo Stracciari (né le 26 juin 1875 à Casalecchio di Reno, dans la province de Bologne en Émilie-Romagne - mort le 10 octobre 1955 à Rome) est un chanteur d'opéra italien, l'un des plus grands barytons de sa génération pour la beauté de la voix et la facilité du registre aigu.

## Biographie
Riccardo Stracciari commence à chanter dès 1894, comme membre de chœur et dans de petits rôles de soutien dans une troupe d'opérette. Il étudie ensuite au Conservatoire Giovanni Battista Martini de Bologne avec Ulisse Masetti, et y débute en 1899, au Teatro Communale, dans La Resurezione di Cristo de Pesori, puis à Rovigo, en Marcello de La Bohème.
Il chante dans différents théâtres d'Italie, avant de faire ses débuts à La Scala de Milan en 1904. Il entreprend alors une carrière internationale avec des débuts au Royal Opera House de Londres en 1905, au Metropolitan Opera de New York en 1906, à l'Opéra de Paris en 1909, au Teatro Real de Madrid en 1909, Teatro Colón de Buenos Aires en 1913, au Lyric Opera de Chicago en 1917, au San Francisco Opera en 1925.
Stracciari s'adonne également au professorat à Rome à partir de 1940, tout en continuant à chanter jusqu'à son retrait définitif de la scène en 1944, après 50 années de carrière.
Stracciari est tenu comme l'un des plus grands chanteurs de tous les temps pour le contrôle absolu de l'émission et du souffle, capable d'éclat, d'une belle agilité, et des plus subtiles nuances, tenu pour le meilleur Figaro et Rigoletto du XXe siècle (rôles dont il enregistre les premières intégrales en 1928). Il brilla d'un même éclat dans le répertoire du bel canto (Ashton, Alfonso, di Luna, Germont, Amonasro, etc) et du vérisme (Scarpia, Sharpless, etc), il chanta aussi Wolfram, Valentin avec grand succès.
Également tenu comme un éminent pédagogue, il eut pour élèves, notamment, Boris Christoff, Sándor Svéd, Paolo Silveri.

## Discographie
- Riccardo Stracciari, Airs d'opéra (Berlioz, Donizetti, Gounod, Leoncavallo, Meyerbeer, Puccini , Thomas, Verdi, Wagner), Nimbus Records, collection Prima Voce, 2000 (NI 7905).

## Sources
- Harold Rosenthal, John Warrack, Roland Mancini et Jean-Jacques Rouveroux, Guide de l'opéra, Paris, Fayard, coll. « Les indispensables de la musique », 1995, 968 p. (ISBN 978-2-213-59567-2)